# 흑인 여성주의

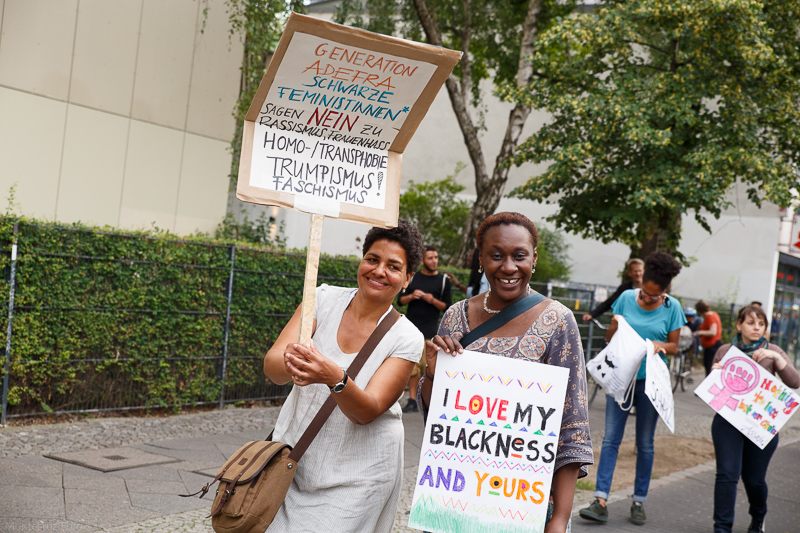

흑인 여성주의는 성차별, 계급 억압, 젠더 정체성, 인종차별이 불가분하게 묶여 있다고 주장하는 학파이다. 앞서 열거한 각 개념들이 서로 관련되어 있는 방식을 상호교차성이라고 부른다. '상호교차성 이론'이라는 용어는 법학자 킴벌리 크렌쇼우가 1989년에 처음 고안하였다. 흑인 여성주의를 다루는 글에서 크렌쇼우는 흑인 여성이 겪는 경험은 흑인이라는 측면과 여성이라는 측면으로 나뉘어서는 이해될 수 없다고 주장하였다. 각 개념을 독립적으로 고려함과 동시에 개념들이 교차하며 종종 서로를 강화한다는 점도 포함되어야 한다고 말한다. 여성주의의 핵심은 성차별적 억압을 타파하기 위한 급진적 정치 운동이다.
흑인 여성주의는 아프리카계 미국인 민권운동 및 여성주의 운동 내에서의 인종주의에 대한 반응으로 1960년대에 대중화되었다. 1970년대에서 80년대에 걸쳐 흑인 여성주의자들은 흑인 국가주의, 게이 해방, 제2세대 여성주의 등에서 흑인 여성의 역할을 논의하는 여러 단체를 창립하였다. 1990년대에는 '엔티나 힐 논란'에 의해 흑인 여성주의가 주류 사회의 조명을 받게 되었다. 흑인 여성주의 이론은 소설 미디어의 영향으로 2010년대에 이르러 더 널리 알려지고 있다.
흑인 여성주의 지지자들은 흑인 여성들이 백인 여성과는 권력 구조 내에서 근본적으로 다른 방식으로 존재한다고 주장한다. 흑인 여성주의와 대비되는 용어로 백인 여성주의자라는 용어가 나타났는데, 이는 상호교차성 문제를 인식하지 못하는 여성주의자들을 비판하는 용도로 쓰인다. 흑인 여성주의의 비판자들은 인종에 따른 분화가 전체 여성주의 운동을 약화시킨다고 말한다.
흑인 여성주의 운동에서 파생된 이론들로는 앨리스 워커(Alice Walker)의 우머니즘, 흑인 여성에 대한 인식을 강호한 역사적 수정주의 등이 있다. 앤절라 데이비스(Angela Davis), 벨 훅스(Bell Hooks), 킴벌리 윌리엄즈 크렌쇼우, 페트리샤 힐 콜린스 등이 흑인 여성주의를 주도하는 학자로 떠올랐으며, 비욘세(Beyoncé) 등 흑인 유명인들도 주류 매체에서의 흑인 여성주의 논의를 장려하고 있다.

## 역사
흑인 여성주의는 1960년대와 70년대의 민권 운동에서 자라났으며, SNCC(Student Nonviolent Coordinating Committee, 학생 비폭력 조정 위원회)나 블랙 팬서 등과 같은 여러 단체로부터 갈라져 나왔다. 전미 흑인 여성주의자 기구 등은 기존의 민권 단체나 흑인 단체가 강제 불임수술, 합법적 낙태, 가정 폭력, 흑인 가정부의 안전성과 급여 문제와 같이 흑인 여성들이 살아가며 겪어온 경험들을 다룰 의지를 보이지 않는다는 점을 깨달았다. 훗날 흑인 여성주의에 참여하게 된 많은 여성들은 기존의 여러 민권 운동 조직 내에 성차별주의가 만연해있었다는 점을 발견했다.
많은 사람들이 인종 평등과 젠더 평등이 만나는 지점, 즉 상호교차성을 간과하곤 한다. 활동가이자 비평가인 앤젤라 데이비스의 여성, 인종, 그리고 계급은 상호교차성과 관련된 내용을 글로 서술한 초기 저작 중 하나이다. 페미니즘 법학자인 킴벌리 크렌쇼는 1986년부터 1987년 사이에 차별금지법을 연구하는 과정에서 흑인 여성에 대한 복합적 차별을 서술하기 위해 상호교차성'이라는 이름을 고안했다. 또다른 페미니즘 이론가인 페트리샤 힐 콜린스는 억압의 매트릭스라는 사회학 이론을 도입하였다. 콜린스의 작업 중 상당수는 흑인 여성주의 사상 및 억압의 정치학과 관련이 있다.
노예제 이후의 억압부터 현대의 불평등에 이르기까지 아프리카계 미국인이 겪어온 역경 속에서 여성들은 인종차별과 젠더 불평등의 교차를 경험했다. 인종과 젠더 양측 모두에서의 평등을 위한 이 싸움에는 깊은 역사적 배경과 다양한 교차성이 존재한다. 많은 이들이 인종적 평등을 위한 싸움의 정점이라고 보는 시기는 1958년에서 1972년 사이에 일어난 민권 운동이다. 이 기간 중에 젠더 평등을 위한 싸움도 지속되었으며 결코 민권 운동에 뒤지지 않았다. 2세대 여성주의가 정점을 찍은 시기도 민권 운동과 시기적으로 겹친다. 흑인 여성주의는 이 두 사건의 교차점이었으며 흑인 여성주의가 이뤄된 진보는 인종 및 젠더 평등 양쪽 모두에 영향을 미쳤다. 그럼에도 불구하고 흑인 여성주의는 주류 여성주의와 초기 민권 운동과는 독립적으로 탄생하여 독자적으로 진화해왔다.

### 노예제 폐지 이후부터 1920년대까지
노예제 폐지 이후, 소저너 트루스나 프란시스 엘렌 위킨스 하퍼 등 흑인 여성 지식인들이 흑인 여성주의의 기반이라 할 수 있는 원칙들을 세워나갔다. 비록 잘 알려지지 않았을 수는 있으나, 하퍼의 사상은 흑인 여성주의의 시초였다.
하퍼 등 활동가들은 "인종, 젠더, 19세기에 대한 재구성 작업 등 몇 가지 가장 중요한 문제들"을 제안했는데 이는 당대의 흑인 여성으로서는 매우 대담한 행동이었다. 하퍼와 같은 지식인들은 공공 강연, 참정권 운동 등 흑인 여성으로서는 전례가 성취를 이뤘다. 참정권은 백인과 흑인 여성주의 사이의 균열에 대한 초기 증거였다. 하퍼에 따르면, 백인 여성은 교육을 위해 참정권을 필요로 하였으나 "흑인 여성은 교육이 아닌 보호를 위한 참정권이 필요"했다. 투표권은 여성들이 남성의 권력에 다가갈 수 있게 할 뿐 아니라 흑인 여성들에게 차별적이었던 정치계에 영향력을 미칠 수 있는 수단이기도 했다. 또다른 차이는 흑인 여성들의 역사적 유산과 선조들이 겪었던 역경을 알아내는 것을 중요하게 여겼다는 점이다. 이와 같은 사상이 강의, 문학 작품 등의 형태로 담기면서 남성과 여성, 백인과 흑인 모두가 이를 접할 수 있게 되었다. 하퍼 등 초기 지도자들의 작업이 흑인 여성주의의 기초를 닦았으며, 이때 제시되었던 원칙들은 흑인 여성주의의 이후 단계 및 진화 과정에서 계속 유지되었다.

### 1960년대와 1970년대
20세기 중반, 정치-사회 운동으로서의 흑인 여성주의는 당시 미국의 시민권 운동과 1960년대와 1970년대의 여성주의 운동에서 흑인 여성들이 배제되고 있다는 정서에서 자라났다.
흑인 여성주의의 토대가 되는 문헌 중 하나는 1969년에 '셀 16'의 급진적 여성주의 잡지인 '재미나 게임은 이제 그만: 여성 해방 저널'에 실린 메리 앤 웨더스의 글 '혁명의 힘으로써의 흑인 여성 해방에 대하여(An Argument for Black Women's Liberation as a Revolutionary Force)'이다. 이 글에서 웨더스는 "여성의 해방은 여성, 남성, 아이들을 포함하는 전반적 혁명 운동을 위한 궁극적 전략으로 간주되어야 한다"는 믿음을 밝혔다. 그러면서도 "이 운동은 여성으로부터 시작되어야 한다"고 말하는데, 그 이유에 대해서는 다음과 같이 설명하였다.
모든 여성은 억압으로 인해 고통 받습니다. 백인 여성도 마찬가지입니다. 특히 가난한 백인 여성이라면요. 인도, 멕시코, 푸에르토리코, 동양 및 흑인 여성은 특히 앞서 말한 삼중의 억압으로 인해 특별히 고통 받습니다. 하지만 우리는 모두 여성 억압이라는 공통점을 가지고 있습니다. 이 공통의 요인에 대하여 서로 이야기를 시작할 수 있고, 연결점을 만들어갈 수 있습니다. 이를 우리가 이제 막 쌓아 올리기 시작한 혁명적 힘으로 전환할 수 있을 것입니다.

다음 해인 1970년에 제3세계여성연합은 흑인 여성에 대한 억압의 특수성을 주장하는 '흑인 여성 선언문'을 발표한다. 이 선언문은 게일 린치, 엘리너 홈즈 노튼, 맥신 윌리엄스, 프란시스 M 베일, 린다 라 루, 더 메니페스토 등이 공동 서명한 이 선언문은 인종차별과 자본주의에 반대하여 다음과 같이 선언한다.
흑인 여성은 여성에 대한 새로운 정의를 요구한다. 모부장적 악당, 애 낳는 기계 따위가 아닌 시민이자 동료 및 친구로의 인정을 요구한다. 남성과 여성이 동일하다는 인식이 아니라, 서로를 상호 보완적 역할로 바라보는 인식을 지지한다.

#### 흑인 여성과 민권 운동
민권 운동이 주로 흑인 남성 위주였다는 점 뿐 아니라, 많은 흑인 여성들은 '학생 비폭력 조정 위원회'(SNCC; Student Nonviolent Coordinating Committee)와 같은 여러 민권 운동 집단 내에서 심각한 성차별을 겪고 있었다. SNCC 내의 여성들은 'SNCC 포지션 문서 (운동 내에서의 여성)'을 발행하며 그룹 내에서의 여성 처우에 대해 공개적으로 문제 제기를 하였다. 이 문서는 여성이 남성에게 복종하도록 취급된 사례 11건을 열거한다. 문서에 의하면 SNCC 내에서 남성들은 의사결정에 참여하는 반면 여성들에게는 사무 또는 살림 관련 임무들만 주어졌기 때문에 여성들은 조직을 대표하거나 상위 지도층이 될 수 없었다.
스토클리 카마이클이 SNCC의 의장으로 선출된 후 조직을 '블랙 파워' 위주로 재정비함에 따라 백인 여성들은 SNCC 내에서의 영향력과 힘을 잃게 되었다. 이에 따라 메리 킹과 캐시 헤이든은 여성 평등 운동에 적극적으로 투신하기 위해 SNCC를 떠나기에 이른다. 카마이클 시기에 SNCC 내 흑인 여성들이 심각하게 예속되었다는 주장이 있으나 한편으로 카마이클은 몇몇 여성들에게 프로젝트 감독관 역할을 맡기기도 하였다. 1960년대 중반 이후에는 상대적으로 더 많은 여성들이 SNCC 프로젝트에 관여하게 되었다. 이러한 진전에도 불구하고 SNCC의 지도층은 항상 남성들의 전유물이었다.
민권 운동은 흑인 여성주의와 나란히 진행되었다는 점에서, 민권 운동 시기는 흑인 여성주의를 규정하고 진전시킨 핵심적 역할을 한 중요한 시기였다. 한편, 당시는 2세대 여성주의 운동이 가장 강력한 시기이기도 했다. 이 또한 흑인 여성주의의 번창을 위한 완벽한 배경이었다. 젠더 평등과 인종 평등 사이의 상호교차성은 흑인 여성주의를 독립적인 운동으로 만들어냈다. 흑인 운동이 블랙 파워 내에서 부흥함에 흑인 민권의 중요성, 백인과의 분리 등을 강조하는 이들의 원칙 또한 흑인 여성주의 운동에 영향을 주어 백인 여성주의로부터의 분리를 이끌어냈다. 이러한 영향은 흑인 여성주의의 비공식적 심볼에도 반영되었다.

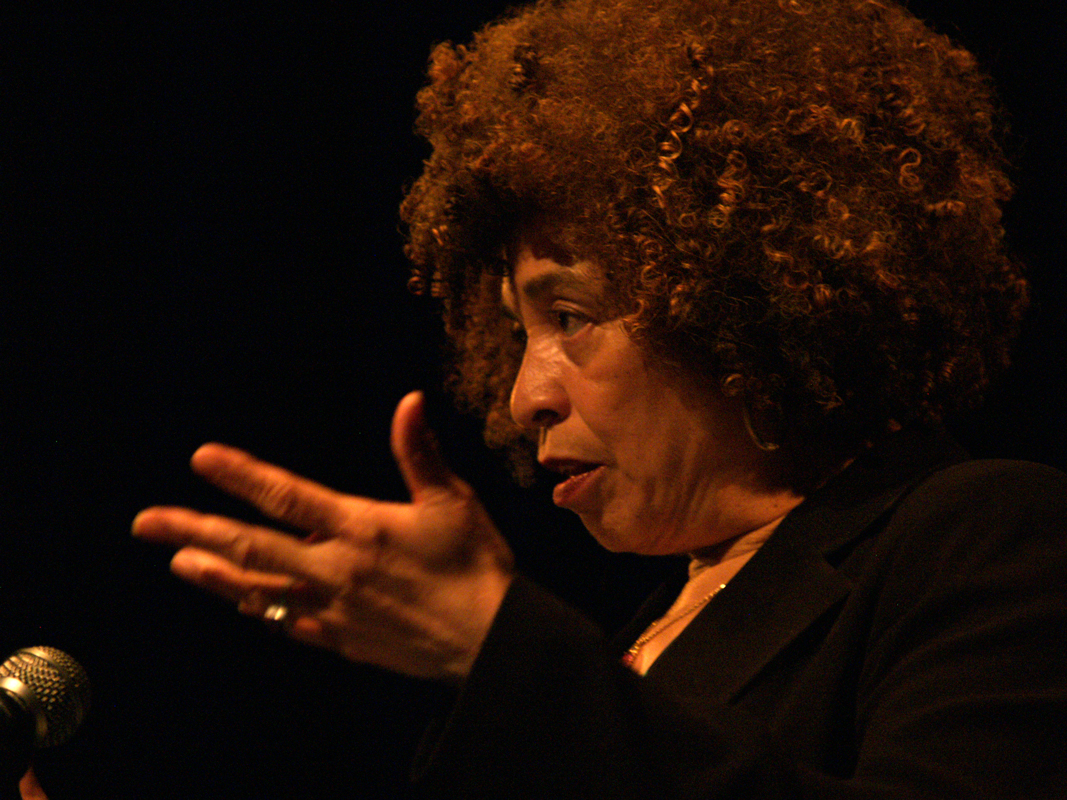
앨버타 대학에서 강연 중인 안젤라 데이비스. 2006년 3월 28일

'블랙 파워'를 상징하는 들어올린 주먹과 점성술의 비너스 상징의 결합은 이 두 집단 사이의 교집합을 나타낸다. 두 집단 사이에는 '인종차별적 자본주의는 노예제에서 시작한다는 비판' 등의 사상이 공유되었다. 그럼에도 불구하고 흑인 여성주의는 흑인 국가주의로부터 독립하게 되었다. 웨인바움은 흑인 여성주의가 "흑인 국가주의의 성차별주의, 남성주의, 그리고 이성애주의로 인해 희생되어 왔다"고 설명한다(웨인바움 439). 흑인 여성주의자들은 인종 평등과 흑인 인종에 대한 존중 등은 유지하되 성차별은 거부하였다. 이를 통해 흑인 여성주의는 스스로를 더 독립적으로 규정할 수 있게 되었다.

#### 2세대 여성주의
베티 프리단이 이끈 2세대 여성주의 운동은 1960년대에 출현했다. 흑인 여성들은 2세대 여성주의 운동의 주요 강령에 의해 소외당했는데, 예를 들자면 집 밖에서 일을 할 수 있는 권력을 쟁취하는 것은 흑인 여성 입장에서는 성취가 아니다. 많은 흑인 여성들은 가난으로 인해 수 세대에 걸쳐 집 안에서는 물론 집 밖에서도 일을 해왔기 때문이다. 당시의 백인 여성주의자들은 산아 제한으로부터의 해방을 주장했지만, 흑인 여성들이 피임도 쉽게 할 수 없다는 문제에 대해서는 거의 생각조차 하지 않았다. 예를 들어 안젤라 데이비스는 아프리카계 미국인 여성과 백인 여성이 모두 원치 않는 임신과 임신중절을 해왔지만, 특히 아프리카계 미국인 여성의 경우 이에 더하여 강제 불임수술을 당하기도 했다는 점을 보여주었다.
1971년에 'Abortion Rap'을 출간한 민권 변호사이자 작가 플로린스 케네디, 뉴욕 스텐톤-앤서니 브릿지의 켈스타인 웨어, 페트리카 로빈슨 등 일부 흑인 여성주의자들은 2세대 여성주의 초반에 적극적으로 활동하였다. 이들은 사회에서 "인종주의와 남성 지배 사이의 연결을 보여주고자 노력"했다. 두 흐름 모두 흑인 여성에게 특화된 문제를 직접 다루지 못했다. 흑인 여성들이 겪는 억압의 상호교차성으로 인해 이들은 두 흐름 모두에 있어서 체계적으로 무시되었다. 아카샤 글로리아 헐, 페트리카 벨-스콧, 바바라 스미스가 편찬하여 1982년에 펴낸 책의 제목은 이러한 상황을 잘 드러낸다. "모든 여성은 백인이고 모든 흑인은 남성이지만, 우리 중 일부는 용감합니다."
여성주의 전체의 발전과 마찬가지로, 특정 갈래들 역시 발전해갔다. 20세기 전반에 걸쳐 흑인 여성주의는 주류 여성주의와 상당히 다른 방향으로 전개되었다. 엘리스 워커와 같은 새로운 사상가로부터 영향을 받으면서도 역사적 원칙들을 유지하였다. 워크는 우머니즘이라 불리는 흑인 여성주의의 새로운 부분 집합을 만들어냈다. 우머니즘은 백인 여성에 비해 흑인 여성이 받는 억압의 정도를 강조했다. 워커는 또한 문학이라는 매체를 활용하여 흑인 여성주의의 유산을 유지하는 일의 중요성을 강조하였는데 2011년 인터뷰에서 이러한 면모가 잘 드러난다.

### 1990년대
흑인 여성의 목소리는 지속적으로 주변화되었으나 이 억압에 맞서는 단체들이 형성되기 시작했다. 1990년대 초반, 맨하탄 커뮤니티 컬리지 자치기구에서 열린 말콤 X 컨퍼런스에서 '흑인 여성과 흑인 해방: 억압에 맞서 연합체를 구성하자'라는 제목의 강연이 열렸는데, 이 강연에 영향을 받은 리나 워커와 로라 피플스에 의해 뉴욕에서 AWARE(African Woman's Action for Revolutionary Exchange; 혁명을 위한 아프리카계 여성 행동)라는 단체가 만들어졌다.
AWARE는 미국의료연합(AMA) 및 불필요한 수술을 반대하는 싸움을 이끌었으며 1991년 걸프전 당시 반전 운동의 중심이었다. 리나 워커는 WLIB 게리 비어드 쇼 및 WBAI 라디오에 고정 출연하였으며, AWARE는 '잊혀진 여성들(Women in Limbo)', 할렘 출산 행동 센터를 비롯한 여러 흑인 단체들과 연합하며 서서히 발전하였다. AWARE는 반전 운동에서 흑인 여성들의 목소리를 드러내는 핵심적 역할을 하였다. 리나는 "우리의 전쟁은 페르시아 걸프가 아닌 이곳에 있습니다"라는 문구를 고안하였다. AWARE는 또한 할렘의 흑인 여성 문제를 다루는 세미나를 정기적으로 주최하였다. 패널로는 버네스 밀러, 캘로타 조이 워커, 아샤 밴들, 앤 트립, 여러 흑인 여성주의 작가들이 참여하였으며, 여러 커뮤니티에서 일어나는 흑인 여성 문제 및 이 문제들이 더 큰 이슈들과 어떤 관계를 갖는지 등을 논하였다.

Raised fist combined with Venus symbol

1991년, BMCC에서 말콤 X 컨퍼런스가 다시 개최되었고 그 해의 주제는 "말콤 X를 기억하는 자매들: 전환을 기다리는 유산"이었다. "성희롱: 인종, 젠더, 권력"이라는 주제의 세션이 큰 무대에서 열렸으며, 흑인 여성 문제는 지난 컨퍼런스와 달리 더 이상 주변적 주제가 아닌 중심 주제로 다루어졌다. 연사로는 소냐 산체즈, 오드리 로드, 버네스 밀러, 리나 워커, 캐롤 벌라드 (아샤 밴들), 비비안 보리슨 등이 참여했다. 1991년에 리나 워커를 포함한 AWARE의 여러 회원들은 또한 바바라 랜즈비에 의해 설립된 AAWIDOO(American Women in Defense of Ourselves; 스스로를 지키는 미국 여성들)와 연합하여 앤티나 힐 지지를 호소하는 전면 광고를 뉴욕 타임즈에 내기도 하였다.
1995년, 리나 워커는 여러 여성 및 단체와 함께 '폭력에 반대하는 아프리카계 미국인(African Americans Against Violence)' 단체를 조직하여 알 샤프톤이 주도하던 마이크 타이슨을 위한 목회자 행진이 열리지 못하도록 막아냈다. 이 단체는 집요하고 끈질기게 목회자 행진을 막아냈으며, 흑인 여성 문제, 성차별, 가정 폭력 등에 대중의 이목을 집중시켰다. 마이크 타이슨의 지지자인 빌 존슨즈는 타이슨이 강간 유죄 판결을 받았다는 점을 강조하며 "그는 이미 빚을 갚았다"고 주장했고, 여러 타이슨 지지 단체와 연합하여 '폭력에 반대하는 아프리카계 미국인' 단체에 야유를 퍼부었다. 이 같은 비난의 영향으로 흑인 여성 풀뿌리 운동의 확산이 최소화되기도 하였다.

### 21세기
새로운 세기에는 흑인 여성의 투쟁은 인식하지 못한 채 인 여성의 관점만을 편향되게 반영하고 있는 "전통적" 여성주의에서 탈피하는 사고의 전환이 이루어졌다. 3세대 여성주의는 여성주의 운동에 상호교차성 개념이 더 많이 적용되어야 한다는 점, 흑인 여성 및 다른 유색인종 여성들이 포함되어야 한다는 점을 강조하고 있다. 또한 기술의 진보는 새로운 디지털 여성주의의 개발을 장려하고 있다. 온라인 사회운동은 "페이스북, 트위터, 인스타그램, 유튜브, 텀블러 및 기타 형태의 소셜 미디어를 활용하여 젠더 평등과 사회 정의 문제를 토론하고 공론화한다. 전미여성기구(NOW) 토론토 지부에 의하면, 인터넷은 소위 '호출' 문화(call-out culture)를 만들어냈다. 호출 문화란 성차별, 여성혐오 등이 발생하면 이를 즉각적이고 상대적으로 쉽게 알리고 대응하는 문화를 뜻한다." 유생인종 여성, 장애인 여성, LGBTQ 여성 및 기타 주변화된 집단에 속한 여성들에 대한 관심과 기술의 결합은 몇몇 이들에게 완전히 새로운 여성주의 조류로 인식되기도 하는데, 이를 4세대 여성주의라 표현하기도 한다.
이러한 변화에 대한 반응으로 학계의 여러 연구자들은 여성주의 담론과 퀴어 이론에 퀴어 오브 컬러 비평(queer of color critique)을 도입하였다. 퀴어 오브 컬러 비평은 "인종화된 이성애표준성 및 이성애적가부장제(racialized heteronormativity and heteropatriarchy)"에 기반한 정체화를 거부하기 위해 상호교차성에 기반한 접근을 모색하며, 이를 통해 사회적 범주화에 대한 더 대표성있고 혁신적인 비평 이론을 수립하고자 한다. 퀴어 오브 컬러 비평의 사례는 흑인 레즈비언이 겪는 억압의 상호교차성을 다루고 있는 콤바히 리버 컬렉티브의 선언문에서 살펴볼 수 있다.

## 같이 보기
- 상호교차성
- 탈식민주의 여성주의
- 여성주의자 분리주의